# Байам-Мартин (горы)
Байам-Мартин (англ. Byam-Martin) — горный хребет, простирающийся с востока на запад через остров Байлот канадской территории Нунавут. Байам-Мартин — один из самых северных хребтов в мире и является продолжением гор Баффин, которые в свою очередь являются частью горного хребта Арктические Кордильеры. Самая высокая гора хребта — Ангилаак (1951 м), расположенная в центральной части острова. Для хребта Байам-Мартин характерны острые пики гор, разделённые огромными ледниковыми долинами; такой вид в значительной степени хребет приобрёл ввиду ледниковой эрозии. При хребте нет никаких постоянных поселений.
В составе гор Байам-Мартин содержатся магматические горные породы архея и метаосадочные и метаморфические горные породы (в частности, гнейс) протерозоя.

## История
Первая известная экспедиция к горам Байам-Мартин была организована Пэтом Бэрдом в 1939 году. Он пересек Остров Байлот от ледника Актинек до залива Батерст на восточном побережье. 7 июня 1939 года он поднялся на неназванную гору, высотой 1830 метров. Гора Туле (1711 м) была покорена в 1954 году американцем Беном Феррисом, членом Гарвардского клуба альпинизма. В 1963 году британский исследователь Билл Тильман с северного побережья пересёк остров с севера на юг, но не покоряя большие пики. Лори Декстер исследовал некоторые горные вершины и поднялся на пик на южном побережье. В 1974 году Доктор Джордж ван Брант Кокран покорил безымянную вершину к западу от ледника Нарсарсук на южном побережье. В 1977 году канадская экспедиция из пяти альпинистов под руководством Роба Келли пересекли остров с северо-запада на юго-восток. Они поднялись на двадцать вершин, в том числе вершину, покорённую ранее Пэтом Бэрдом (27 июля 1977). В июне 1981 года другая канадская экспедиция из четырёх альпинистов под руководством Джека Де Бройна — члена горного клуба из Эдмонтона, штат Альберта, пересекли остров с северо-запада на север. Группа поднялась на пятнадцать вершин, совершив четырнадцать первых восхождений и покорив безымянную вершину Пэта Бэрда 3 июля 1981 года. Спустя три года другая канадская экспедиция под руководством Майка Шмидта пересекла остров с севера на юго-восток, покорив двадцать восемь пиков, совершив в том числе шестнадцать первых восхождений.

## Галерея
- Горы Байам-Мартин
- Ледник Капарокталик в южной части хребта
- Ледник Нарарсук в южной части хребта
- Вид на ледник Гирмилик
- Безымянный ледник в восточной части хребта Байам-Мартин